# Type 91 (tên lửa đất đối không vác vai)
Type 91 (91式携帯地対空誘導弾, 91-shiki Keitai Chitaikū Yūdōdan) là loại tên lửa đất đối không vác vai (MANPADS) được viện Gijutsu Kenkyū Honbu (技術研究本部) thuộc Cục Phòng vệ (nay là Bộ Quốc phòng Nhật Bản) hợp tác cùng hãng Toshiba phát triển dựa trên hệ thống FIM-92 Stinger do Hoa Kỳ chế tạo. Nó được tạo ra để thay thế cho hệ thống Stinger mua từ Hoa Kỳ thông qua chương trình Foreign Military Sales, vì Type 91 có hệ thống dẫn đường tốt hơn, bao gồm tùy chọn hệ thống chỉ đạo bằng ánh sáng nhìn thấy và hồng ngoại. Mặt khác, Stinger sử dụng hệ thống chỉ đạo hồng ngoại thụ động và nguồn cung tên lửa có thể bị "kẹt" khi có trục trặc vì bất kỳ lý do gì với chương trình này, do đó việc tiến hành thay thế đã bắt đầu từ năm 1991.
Trong hàng ngũ của JSDF, Type 91 được gọi với biệt danh là Hand Arrow. Type 91 đôi khi bị nhầm lẫn là phiên bản Stinger do Nhật Bản sản xuất. Type 91 hiện đang được JSDF sử dụng và cũng như các loại vũ khí hiện đại khác của Nhật Bản, nó chưa bao giờ được xuất khẩu ra nước ngoài do các hạn chế trong hiến pháp thời hậu chiến và các luật phát sinh từ chúng.
Type 91 chính thức được coi là hệ thống MANPADS thế hệ thứ 4.

## Thiết kế

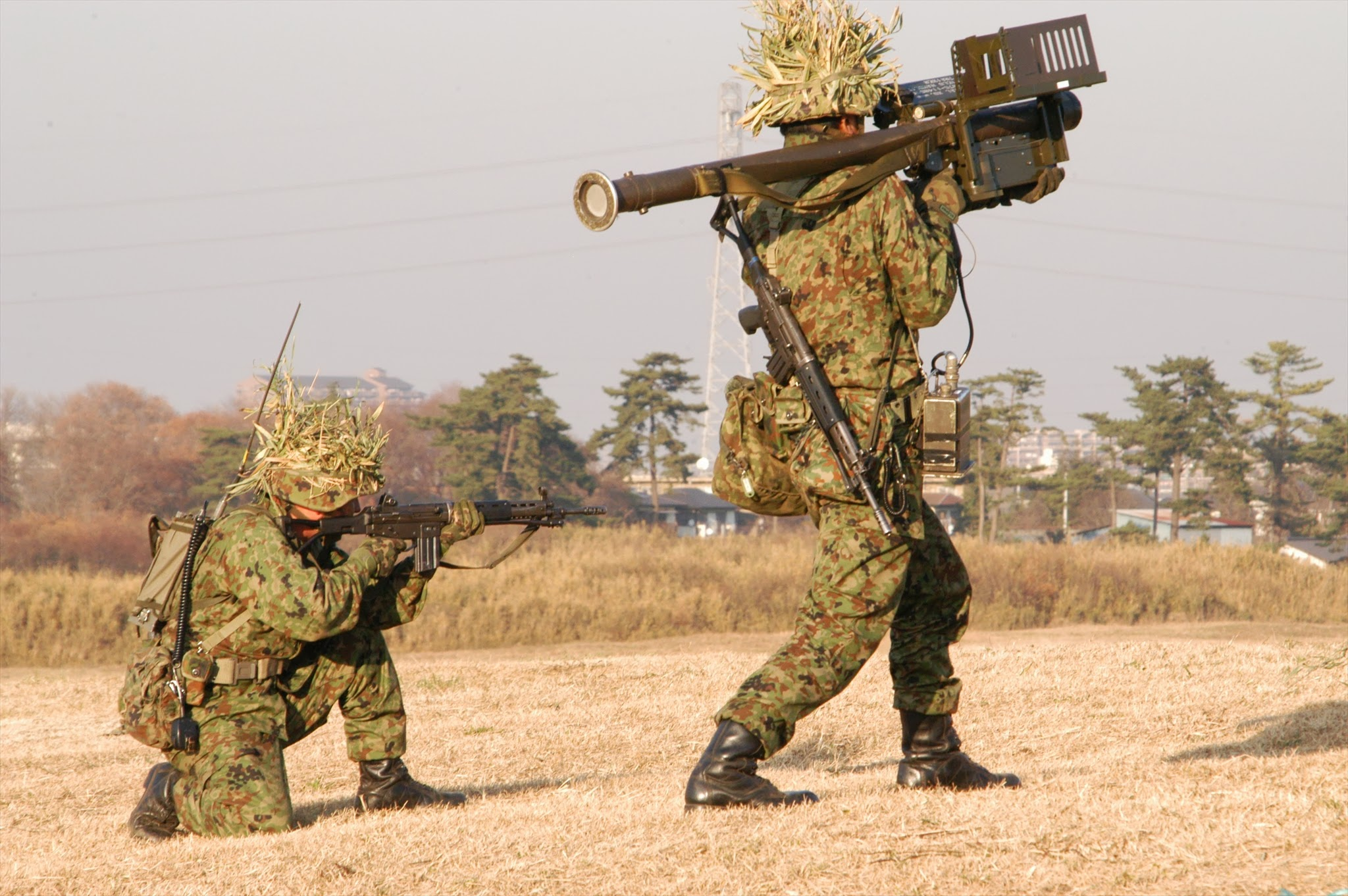
Một người lính JGSDF đang ngắm bắn bằng Type 91 Kai

Cấu hình của hệ thống bao gồm ống phóng tên lửa với vẻ ngoài khá giống FIM-92, hệ thống nhắm, khai hỏa... có thể tháo rời ra cho vào hộp để tiện cho việc vận chuyển và có thể thả từ máy bay. Trọng lượng của hệ thống khoảng 17 kg, tốc độ bay tối đa của tên lửa là Mach 1,9 với tầm bay 5000 m.
Tính năng đáng chú ý nhất của hệ thống tên lửa này là hệ thống dò tìm mục tiêu tân tiến chưa từng được phát triển trước đó. Hệ thống dò tìm mục tiêu quang điện tử cho phép tìm mục tiêu trong dải sáng nhìn thấy được, đây là cách tìm mục tiêu không thể bị đánh lạc hướng bởi mồi bẫy nhiệt thường được các máy bay sử dụng tuy nhiên cách dò mục tiêu này có thể gặp khó khăn vào ban đêm hoặc ánh sáng yếu do thời tiết xấu nên hệ thống cũng kết hợp dò luôn dải hồng ngoại. Khi tên lửa lại gần lại gần mục tiêu thì đầu đạn nổ phân mảnh có định hướng sẽ được kích nổ, hệ thống điện tử sẽ điều chỉnh hướng nổ của đầu đạn dựa theo vị trí của mục tiêu trong hệ thống dò tìm với các tính toán hướng di chuyển của mục tiêu việc này tăng khả năng công phá và tỷ lệ hạ mục tiêu so với đầu nổ mảnh truyền thống. Tên lửa cũng có chức năng tự hủy sau một thời gian nếu không tìm thấy mục tiêu.

## Sử dụng
Tên lửa được trang bị chủ yếu cho lực lượng phòng vệ mặt đất nhất là các lực lượng cơ giới để có thể tự vệ trước máy bay tuy nhiên lực lượng không quân và hải quân cũng quan tâm đến loại này. Hiện tại thì hệ thống tên lửa đã được phát triển thành các tổ hợp dùng để gắn trên các phương tiện cơ giới như trực thăng Kawasaki OH-1 như một loại tên lửa không đối không hay các tổ hợp phòng không gắn trên các loại phương tiện có thể di chuyển với độ cơ động cao. Ngoài ra tên lửa vẫn được nâng cấp để tăng khả năng tác chiến trong đêm và giảm chi phí bảo trì, bản nâng cấp bắt đầu được sản xuất năm 2007.

## Biến thể
Một phiên bản cải tiến của Type 91, được gọi là Type 91 Kai, đã được chuyển giao để thay thế cho bản gốc. Một biến thể dựa trên phương tiện, bệ phóng tên lửa đất đối không Type 93, cũng đã được phát triển. Điều này cũng được thực hiện bởi Toshiba Heavy Industries. Hệ thống được lắp đặt trên Kōkidōshas do Toyota sản xuất.